# Janusz Korczak
Janusz Korczak, születéskori neve Henryk Goldszmit (Varsó, 1878. július 22. – Treblinkai megsemmisítőtábor, 1942. augusztus 7.) lengyel orvos, gyógypedagógus, a pszichopedagógia ismert művelője, író, az európai reformpedagógia kiemelkedő alakja, a varsói árvaház vezetője.

## Életútja
Janusz Korczak – eredeti nevén Henryk Goldszmit – lengyel asszimiláns zsidó értelmiségi családban született 1878-ban. Eredeti szakmája a gyógyítás volt, és orvosként azok közé tartozott, akik úgy vélték, hogy a fizikai gyógyítás nem működhet lelki gyógyítás nélkül. Kritikusan szemlélte az akkori iskolát és nevelést, úgy látta, a felnőttek kötelességüknek tekintik ugyan a gyerekek ellátását, de nem tisztelik őket, mert nem látják bennük az embert. Korczak az elsők között hívta fel a figyelmet a gyermeki jogokra, mert úgy vélte, a gyermeknek joga van ahhoz, hogy sajátos világát figyelembe vegyék.
Varsóban baloldali értelmiségi csoportosulásokkal került kapcsolatba, tőlük szerezte első információit a reformpedagógiáról. Pedagógiai nézetei az „aktív pedagógiához” és „az új pedagógiai iskolához” állnak legközelebb. 1918-ban írta meg első alapvető pedagógiai művét Hogyan szeressük a gyermeket? címmel. Írói neve a Varsói Kurír irodalmi pályázatára 1898-ban beküldött négyfelvonásos drámájának jeligéjéből (Janasz Korczak) született, amely egy nyomdahiba kapcsán Janusz Korczakra változott, majd így maradt. Legismertebb a Mátyus királyról szóló regénye (magyarul 1969-ben Első Matykó Király címmel jelent meg), továbbá a Hogyan szeressük a gyermeket? és A gyermek joga a tiszteletre című két programműve. Volt egy rádióműsora is, a Beszélgetések, 1926-ban pedig megalapította a Kis Szemle című gyermekfolyóiratot.
Amikor a Zsidó Árvasegélyező Társaság elhatározta, hogy új árvaházat alapít, mert a korabeli árvaházakban szörnyű állapotok uralkodtak, Korczakra bízták annak kialakítását és vezetését. Az árvaház 1912-ben nyílt meg. Korczak úgy vélte, nem követeléseket kell támasztani a gyerekekkel szemben, hanem alapos megismerésükre kell törekedni, mert csak így lehet nevelni, képezni őket, mindig figyelve a bennük rejlő lehetőségekre. A gyerekek-felnőttek együttélésének új modelljét alakította ki, amely a családi légkör megteremtésén alapult. Fő alapelve a személyiség feltétlen tisztelete volt. Az árvaházban az önkormányzatiság, a demokrácia alapja a tulajdon, a munka, a tanulás és – a legfontosabb – az önnevelés volt. 1919-ben Megbocsátás című művében így ír: „Mi csak egy dolgot adunk nektek, vágyat a jobb élet iránt, ami most nincs, de valamikor lesz, vágyat az őszinteség és az igazság iránt.”
1940-ben a zsidó árvaház lakói a varsói gettóba kerültek, majd a treblinkai haláltáborba, ahol 1942 augusztusában mártírhalált haltak. Korczak önként mondott le a menekülés lehetőségéről, amelyet barátai kínáltak fel neki. 

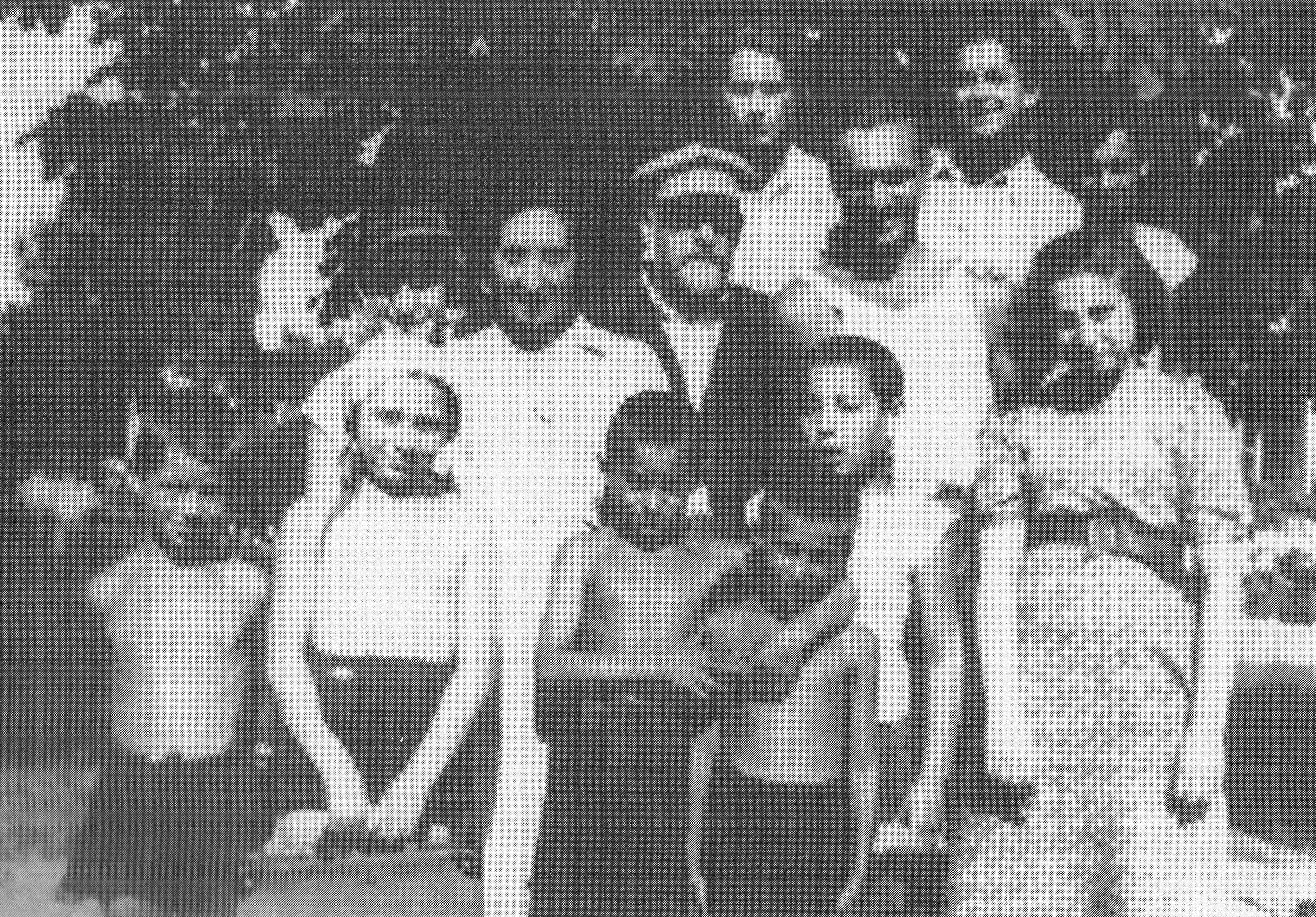
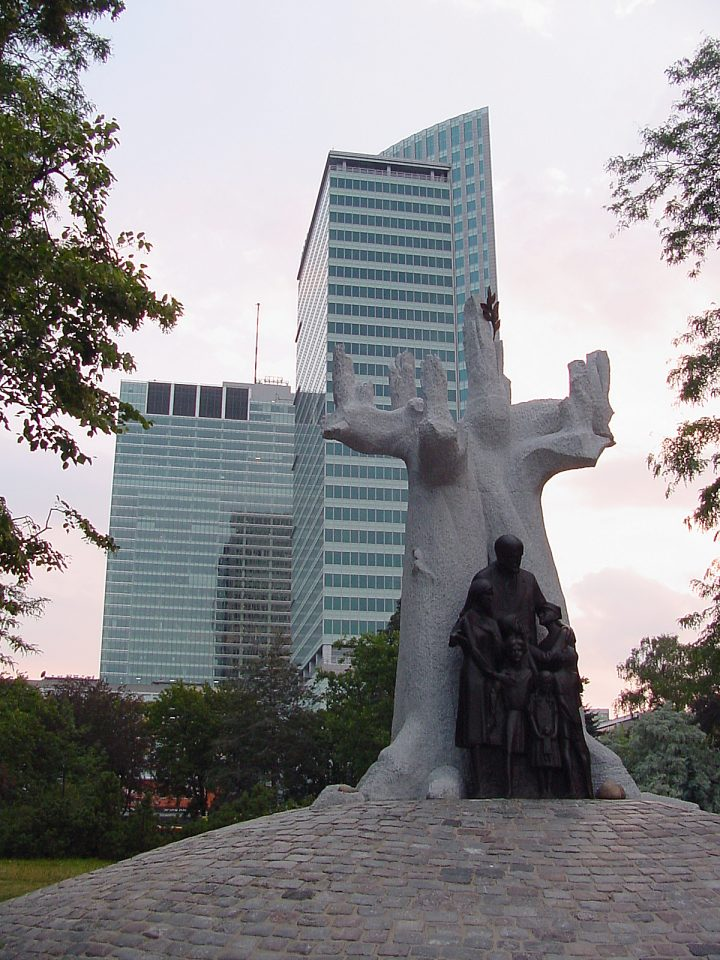

## Emlékezete

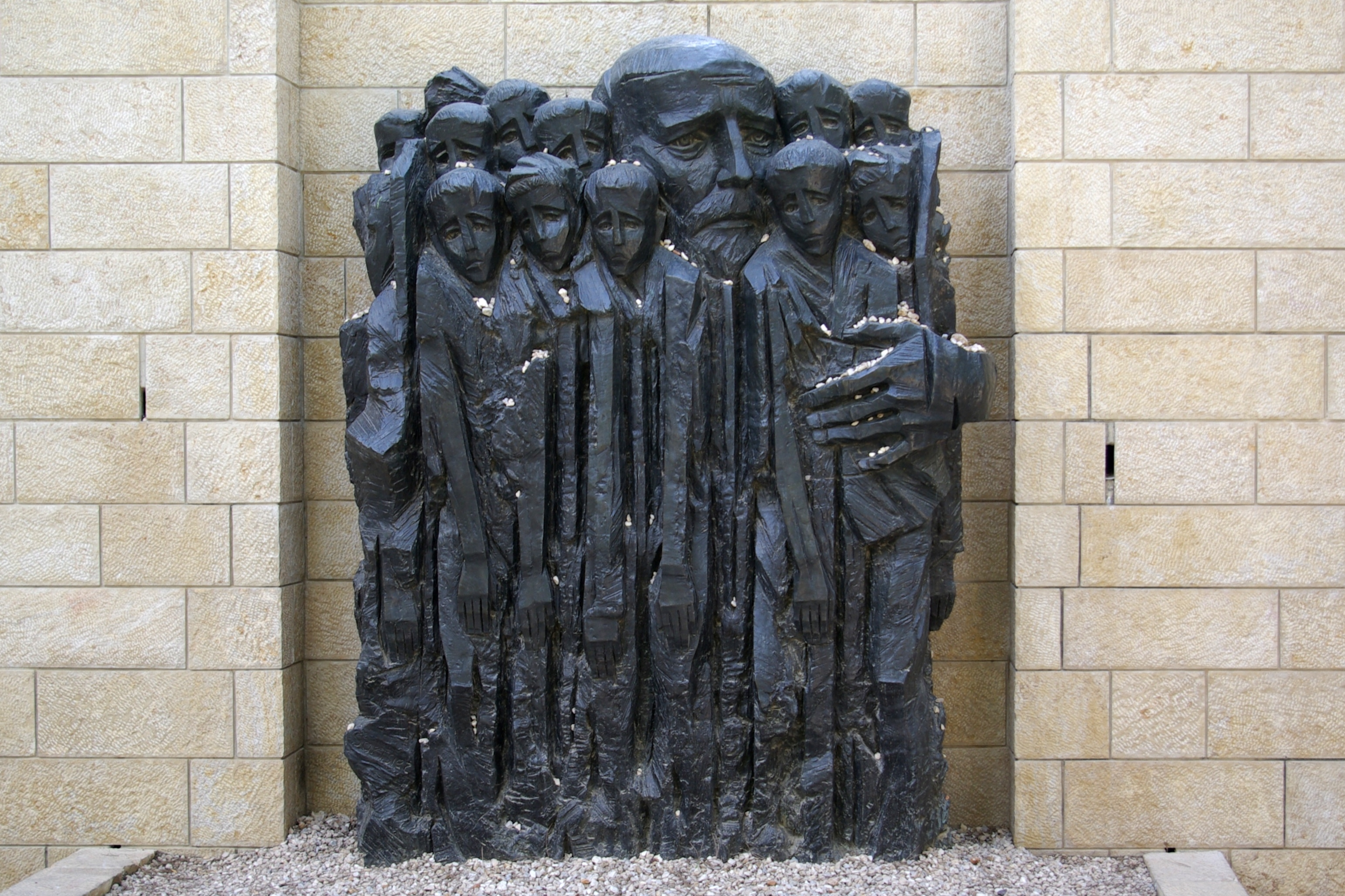
Emlékműve a gyermekekkel
(Jad Vasem)

„Ma Európában Korczak társaságok működnek, Izraelben, Németországban iskola is. A New York-i konvenció Janusz Korczak munkássága nélkül nem született volna meg.” Jeruzsálemben, Lengyelországban, Németországban emlékműveket állítottak tiszteletére.

## Magyarul
- I. Matykó király. Gyermekregény; ford. Sebők Éva; Kiadó, Bp., 1969
- Hogyan szeressük a gyermeket; utószó Köte Sándor, ford. Szilágyi Pál; Tankönyvkiadó, Bp., 1982
- A gyermek joga a tiszteletre; szerk. Papp György; Iskolapolgár Alapítvány–Állampolgári Tanulmányok Központja, Bp., 1995 (Állampolgári technikák az iskolában)
- Hogyan szeressük a gyermeket? Korczak és magyar gondolkodók írásai; szerk. Takács István, Csillag Ferenc, Trencsényi László; ELTE Eötvös, Bp., 2011
- A gyermek joga a tiszteletre. Internátus, nyári táborozás, árvaház; ford. Szenyán Erzsébet, Éles Márta; Flaccus, Bp., 2017
- Gettónapló; ford. Pászt Patricia, Borzon Daniel; Könyv & Kávé, Bp., 2017
- Az élet iskolája; ford. Koncz Éva; Flaccus, Bp., 2018
- I. Matykó király. Világmegváltás kezdő királyoknak; ford. Mócsai-Karaba Márta; Móra, Bp., 2018
- Tanító mesék. Társadalmi publicisztika, 1898–1912; ford. Szenyán Erzsébet; Flaccus, Bp., 2018
- Hogyan szeressük a gyermeket. Gyermek a családban; ford. Éles Márta; Flaccus, Bp., 2018
- A wilhelmówkai fiúk. Józek, Jasiek, Franek és a többiek; ford. Pászt Patricia; Magyar Pedagógiai Társaság, Bp., 2019
- Mózsi, Józsi, Samu és a többiek. Tábori történetek; ford. Pászt Patricia; Magyar Pedagógiai Társaság, Bp., 2021
- Matykó király a lakatlan szigeten; ford. Mócsai-Karaba Márta; Móra, Bp., 2021
- Egyedül istennel. Azok imája, akik nem imádkoznak.  ford. Fejes Ilona. Magyar Pedagógiai Társaság, Budapest, 2023.
- A szalon gyermeke. ford. Pászt Patricia; Magyar Pedagógiai Társaság, Budapest, 2023. (sajtó alatt)